# Nowoserhijiwka (obwód doniecki)
Nowoserhijiwka (ukr. Новосергіївка) – wieś na Ukrainie, w obwodzie donieckim, w rejonie pokrowskim, w hromadzie Udaczne. W 2001 liczyła 362 mieszkańców.